# Santander, la ciudad en llamas
Santander, la ciudad en llamas és una pel·lícula espanyola de 1944, dirigida per Lluís Marquina i Pichot. Va ser escrita i produïda per Germán López Prieto.

## Sinopsi
En finalitzar la guerra civil espanyola, l'indià Pedro Bárcenas (Félix de Pomés) decideix tornar a Santander i invertir la seva capital en la reconstrucció. En el vaixell trava amistat amb Tony Cortés (Ricardo Merino). Tony s'associa amb don Pedro en els seus negocis i corteja a la seva neboda Mariuca (Rosita Yarza), intentant separar-la del seu xicot de tota la vida, Felipe (Luis Arroyo). Tony resulta ser un estafador que segresta a Mariuca. A la ciutat es declara un paorós incendi. Don Pedro intenta rescatar a la seva germana de les flames.

## Repartiment
- Rosita Yarza
- Guillermina Green
- Julia Pachelo
- Félix de Pomés
- Luis Arroyo
- Ricardo Merino
- Luisita España
- Antonio Riquelme
- Pablo Álvarez Rubio

## Comentaris
Melodrama en la línia de San Francisco ambientat en l'incendi de Santander de 1941. Una versió restaurada fou exhibida al Festival Internacional de Cinema de Sant Sebastià 1990. El febrer del 2016, en conmemorar el 75è aniversari de l'incendi, fou exhibida públicament per la Conselleria de Cantàbria.